# Mazraeh-ye Mehdiabad-e Now (Surmaq)
Mazraeh-ye Mehdiabad-e Now (em persa: مزرعه مهدي ابادنو, também romanizada como Mazra‘eh-ye Mehdīābād-e Now) é uma aldeia do distrito rural de Surmaq, no condado de Abadeh, na província de Fars, Irã.
Segundo o censo de 2006, sua população era de 29 habitantes, em 8 famílias.